# Koolhoven F.K.58
De Koolhoven F.K.58 was een eenmotorig jachtvliegtuig dat door de Nederlandse Vliegtuigenfabriek Koolhoven werd geproduceerd. Het toestel werd in opdracht van Frankrijk ontworpen. De Franse luchtmacht zette tijdens de Slag om Frankrijk een beperkt aantal van deze vliegtuigen in. Er zijn 20 exemplaren van dit toestel gebouwd.

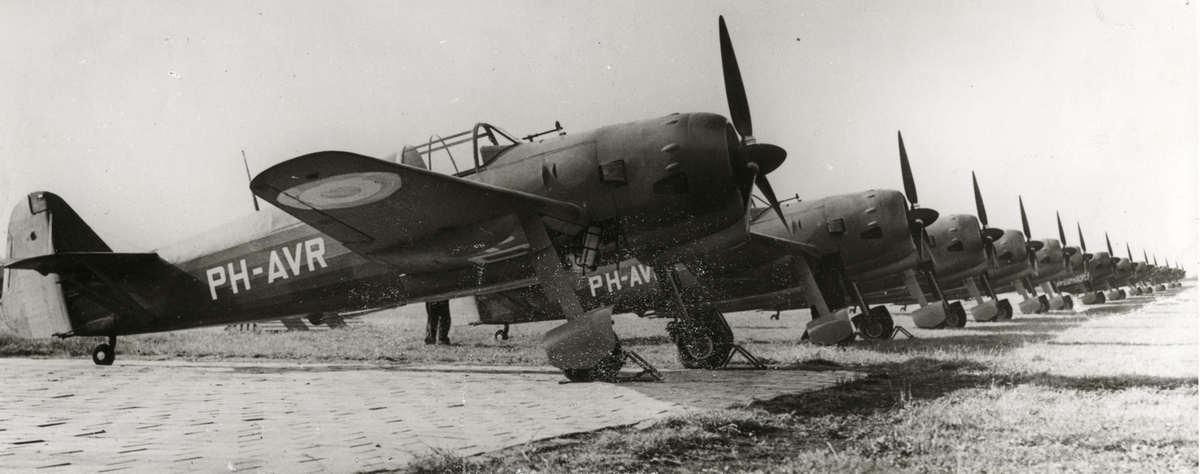
Jachtvliegtuigen bij de Koolhoven vliegtuigfabriek nabij vliegveld Waalhaven, 1939

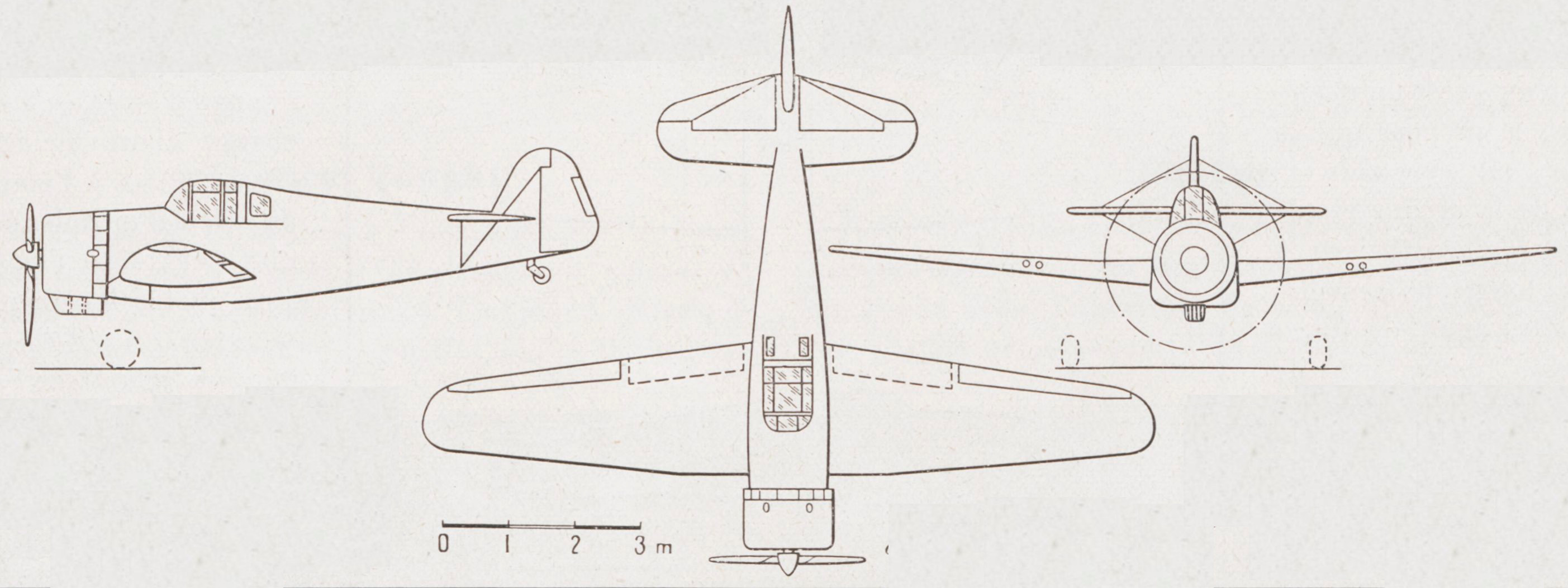
Tekening FK.58

## Ontwerp en ontwikkeling
In 1937 werd het de Franse regering duidelijk dat de binnenlandse industrie op dat moment niet aan de vraag naar jagers kon voldoen. Om die reden werd Koolhoven benaderd om een goedkoop, maar goed presterend jachtvliegtuig te bouwen. 
Op 17 juli 1938 maakte de Koolhoven F.K.58 zijn eerste vlucht. Het was een toestel van gemengde constructie; het geraamte was van stalen buizen, gedeeltelijk met metaal en gedeeltelijk met linnen bekleed. De vleugels waren van een geheel houten constructie. Het prototype kon zich goed meten met de Morane-Saulnier MS 406 en Bloch MB.150, maar was de mindere van de Dewoitine D.520 en de meeste Duitse jagers van die tijd.

## Orders en inzet
De Fransen plaatsten in januari 1939 een bestelling voor 50 stuks met de bedoeling dit vliegtuig in de Franse koloniën in te zetten. De Nederlandse regering plaatste een bestelling voor 36 toestellen, deze toestellen zouden met een andere motor worden uitgerust.
Vanaf 30 mei 1940 werden 13 Koolhovens ingezet om het luchtruim rond Franse steden in de omgeving van Avignon en Marseille te verdedigen. De toestellen werden voornamelijk bemand door Poolse piloten. Over hun lotgevallen is weinig bekend. 